# Jan Frederik Niermeyer
Jan Frederik Niermeyer (* 15. März 1907 in Rotterdam; † 12. Dezember 1965 in Amsterdam) war ein niederländischer Historiker und mittellateinischer Lexikograf. 
Besonders bekannt wurde Niermeyer als Autor des „Mediae Latinitatis Lexicon Minus“, des „Mittellateinischen Wörterbuch“, das er weitgehend alleine verfasst hat.  Nach seinem Tod vollendete sein Nachfolger auf dem Lehrstuhl für mittelalterliche Geschichte in Amsterdam Co van de Kieft (1918–2008) dieses ursprünglich mittellateinisch-englisch-französische Lexikon, das dann in erster Auflage 1976 erschien. Das rund 31.000 mittellateinische Lemmata umfassende Werk wurde 2002 um die deutschsprachigen Bedeutungen dieser Einträge erweitert und gilt bis heute als eines der wichtigsten Hilfsmittel der Mediävistik.
Niermeyer studierte ab 1925 an der Universität Utrecht Geschichte, promovierte und lehrte dann dort als Assistent. 1943 ging er als Lektor nach Groningen und 1945 an die Universität von Amsterdam, an der er mittelalterliche Geschichte als Professor vertrat.
Seit 1962 war er Mitglied der Königlich Niederländischen Akademie der Wissenschaften.